# Баджі Рао I
Баджі Рао I (*बाजीराव, 18 серпня 1700 —25 квітня 1740) — 6-й пешва (перший міністр) держави маратхів у 1720–1740 роках, визначний політичний та військовий діяч. За його часів пешви стали фактичними володарями маратхів.

## Життєпис
Був сином пешви Баладжі Вішванатха. Перед смертю батька у 1720 році успадкував посаду пешви. Незабаром зосередив в своїх руках державну та військову владу. Провів низку реформ, внаслідок чого імперія Маратха перетворилася на конфедерацію. Лише завдяки високому авторитету Баджі Рао місцеві правителі виконували його накази. Водночас пешва створив сильну та маневрову армію, що дозволило маратхам стати гегемонами на більшій території Індостану. Не зазнав жодної поразки у 41 битві.
У 1723—1724 роках підкоряє Малву. У 1726 році зібрав данину із Серінгапатама на півдні. У 1728 році завдає поразки при Палкхеді військам Асаф Джаха I, нізама Хайдарабада. Цим встановлено контроль маратхів над Деканом. У 1731 році вступає у конфлікт із сенапаті Тримбак Рао Дабхаде за контроль над чхатрапаті Шахуджі. У битві при Дабхої у 1731 році Баджі Рао I завдає рішучої поразки ворогові.
З початку 1730-х років починає масштабні походи проти сусідніх держав. У 1731 році приєднує Гуджарат. У 1732 році отримує частину князівства Бунделкханда (на півночі Індії), який заповів його раджа Чхатрасал. У 1735 році здійснює успішний похід до Раджастану, де завдає поразки раджпутам. У 1737 році підступає під Делі. У 1739 році завдає поразки португальцями при Бассейні, захоплює цей важливий порт. У 1740 році виступає до Бенгалії, де місцеві набоби та Британська Ост-Індійська компанія для забезпечення безпеки своїх міст та факторій створюють рів маратхів.

## Родина
1. Дружина — Каші Баї
Діти:
- Баладжі Баджі Рао (1720—1761), пешва у 1740—1761 роках
- Раґханатх Рао (1734—1783), пешва у 1773—1774 роках

2. Дружина — Мастані
Діти:
- Крішна Рао (Шамшер Бахадур) (д/н-1761)